# 科西齐农村居民点
科西齐农村居民点（俄语：Косицкое сельское поселение）是俄罗斯联邦布良斯克州谢夫斯克区所属的一个农村居民点。其下辖有15个居民点，行政中心为波兹德尼亚绍夫卡。据2015年统计，该农村居民点的人口为1245人。